# Klein Bonaire

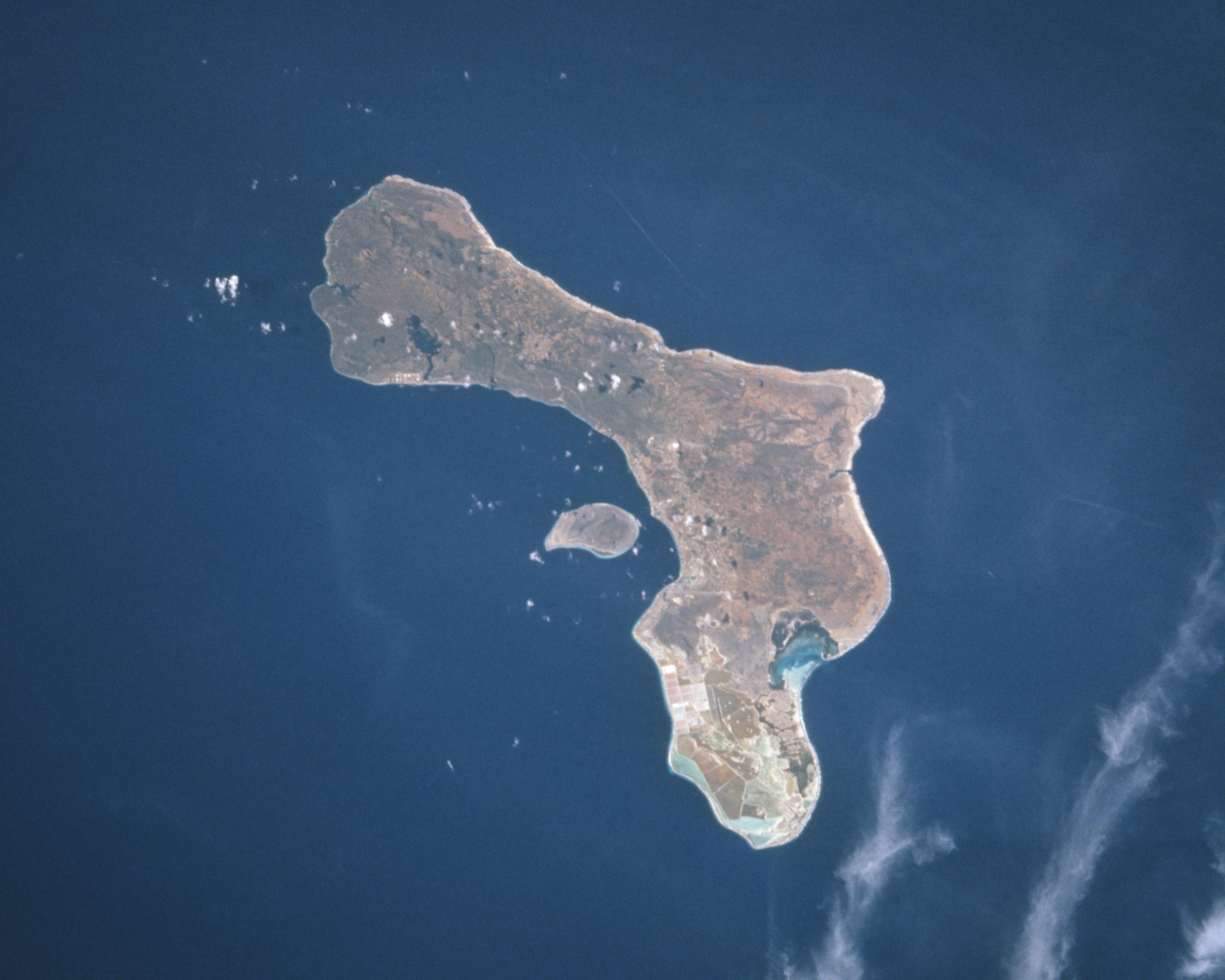
Klein Bonaire és l'illot arrodonit del centre de la imatge.

Klein Bonaire (del neerlandès: «Petita Bonaire») és un petit illot deshabitat enfront de la costa occidental de l'illa caribenya de Bonaire.

## Geografia
L'illot, que es troba pròxim a la mitja lluna formada per l'illa principal, és de 6 km² (600 hectàrees) i és molt pla, aixecant-se només dos metres sobre el nivell de la mar. Les úniques estructures són algunes ruïnes de cabanyes d'esclaus (petites, estructures d'una única habitació que daten del període d'esclavitud de la regió).
La distància des de la costa de Bonaire a la costa de Klein Bonaire és d'aproximadament 800 metres (0,5 milles) al punt més proper. La distància és freqüentment travessada per vaixells particulars i comercials i es pot fer en caiac amb una certa dificultat. La principal atracció per als visitants és el busseig i el snorkeling al pristí dels esculls de corall que envolten l'illot.

## Història
L'any 1868, Klein Bonaire va ser venuda a un particular anomenat Angel Jeserun i va romandre en mans privades fins al 1999, quan va ser comprada pel govern de Bonaire, el Fons Mundial per a la Natura, i la Fundació per a la Preservació de Klein Bonaire per 9 milions de florins de les Antilles Neerlandeses (5 milions de dòlars dels Estats Units).